# وایتینگ تاونشیپ، داکوتای شمالی
وایتینگ تاونشیپ (به انگلیسی: Whiting Township) یک منطقهٔ مسکونی در ایالات متحده آمریکا است که در شهرستان بومن، داکوتای شمالی واقع شده‌است. وایتینگ تاونشیپ ۳۳ نفر جمعیت دارد.